# نایسریا
نایسریا (Neisseria)، یکی از جنس‌های مهم خانواده نایسریاسه است. آن‌ها دیپلوکوک‌هایی گرم منفی (شبیه دانه لوبیا) و غیر متحرک هستند. این باکتری ها، هوازی هستند و در حضور 5 تا 10% دی‌اکسید کربن، رشد بهتری دارند. گونه‌های مختلف نایسریا ، باکتری‌هایی همزیست می‌باشند که توانایی کلونیزه کردن سطوح مخاطی بسیاری از جانواران را دارند. این باکتری‌ها نسبت به خشکی، نور خورشید و حرارت بسیار حساس هستند و به سرعت از بین می روند. تاکنون 11 گونه در انسان شناسایی شده‌است که از این تعداد، فقط 2 گونه با نام‌های نایسریا مننژیتیدیس (N. meningitidis) و نایسریا گونوره آ (N. gonorrhoeae) بیماریزا هستند.

## گونه‌ها
بیماریزاها (پاتوژن ها) :
- نایسریا گونوره آ (گونوکوک) : عامل بیماری سوزاک است.
- نایسریا مننژیتیدیس (مننگوکوک): عامل بیماری مننژیت باکتریایی و سپتی سمی (عفونت خون) مننگوکوکی است.

غیربیماریزاها :
این گونه‌ها همگی غیربیماریزا هستند و به‌طور همزیست در مخاط پستانداران یافت می‌شوند مانند :
- نایسریا سینره آ (Neisseria cinerea)
- نایسریا الونگاتا (Neisseria elongata)
- نایسریا فلاوسنس (Neisseria flavescens)
- نایسریا لاکتامیکا (Neisseria lactamica)
- نایسریا موکوزا (Neisseria mucosa)
- نایسریا سیکا (Neisseria sicca)

با این حال، برخی از این گونه‌ها ممکن است به‌طور نادر موجب بیماری شوند.

## تاریخچه
آلبرت نایسر، میکروب‌شناس آلمانی اولین بار در سال 1885، نایسریا گونوره آ را به عنوان عامل بیماری سوزاک کشف کرد. او همچنین عامل بیماری جذام (مایکوباکتریوم لپره) را نیز کشف کرد.

## تشخیص بیوشیمیایی
تست کاتالاز و اکسیداز در تمامی سویه‌های مهم از نظر پزشکی مثبت است. گونه‌های مختلف نایسریا را می‌توان بر اساس تولید اسید از قندهای مختلف، شناسایی کرد.به عنوان مثال، نایسریا گونوره آ فقط از گلوکز، اسید تولید می‌کند درحالیکه نایسریا مننژیتیدیس، هم از گلوکز و هم از مالتوز، اسید تولید می‌کند.
گونه‌های بیماریزای نایسریا به خوبی بر روی محیط‌های آگار خون دار مانند شکلات آگار(Chocolate agar)، تایر- مارتین آگار(Thayer –Martin agar)و محیط نیویورک سیتی (New York city medium) رشد می‌کنند.
همچنین نایسریا مننژیتیدیس دارای کپسول پلی ساکاریدی است که باکتری را در برابر پادتن‌ها و هضم شدن توسط گلبول‌های سفید محافظت می‌کند. کپسول، مهم‌ترین فاکتور بیماریزایی نایسریا مننژیتیدیس است. نایسریا گونوره آ کپسول ندارد.

## واکسن
سویه‌های مختلف نایسریا مننژیتیدیس، کپسول‌های متفاوتی تولید می‌کنند. در حال حاضر، واکسن‌هایی علیه سروگروههای کپسولی A، C،Y و W-135 نایسریا مننژیتیدیس به‌طور تجاری در بازار موجود می‌باشد اما علیه سروگروه B، واکسن مناسبی در دسترس نیست. این واکسن‌ها برای جلوگیری از ابتلا به مننژیت در افراد پرخطر (زائرین، ساکنان خوابگاه‌ها و پانسیون ها) ضروری به نظر می‌رسد. تاکنون واکسن کارایی علیه نایسریا گونوره آ (سوزاک) تولید نشده‌است.